# 英國專輯排行榜
英國專輯排行榜（英語：UK Albums Chart）是由英國官方榜单公司（Official Charts Company，簡稱）製作，根據英國唱片銷售量排名的音樂排行榜。排行榜的資訊會刊登在《音樂周刊》（前75名）、OCC官網（前100名），完整的前200名列表則只刊登在《排行榜+》。
「英國專輯排行榜」只是個統稱，一般是指流行百大專輯榜（Official Albums Chart Top 100），專輯要擁有登上該榜的資格，必須要有確定的曲目、定價，並至少有三首歌曲或總共二十分鐘長，而且定價不能過於低廉（價格不能低於4.24英鎊）。但自從1989年1月份起，該榜將不接受多位歌手合作的合輯作品，該類作品將被歸類在英國合輯排行榜（Official Compilations Chart Top 100）內，例如1992年的《終極保鑣電影原聲帶》（英語：The Bodyguard）就被歸類為合輯只能進入此榜。詳細的入選資格可參見OCC官網。
雖然專輯銷售量漸漸成了判斷歌手成功與否的依據，但專輯排行榜一直不比單曲排行榜（UK Singles Chart）來得受矚目。然而事實上，近年來專輯排行榜仍維持著不錯的狀況，即使音樂數位化革命正威脅著傳統唱片市場，但整體而言仍算穩定，2005年甚至有專輯在英國達到1.262億張的銷售量。

## 排行紀錄
- 擁有最多張冠軍專輯的紀錄
  - 15張，披頭四樂團（The Beatles）[1]。
  - 15張，羅比·威廉斯（Robbie Williams）。
  - 14張，滾石合唱團（The Rolling Stones）。
  - 13張，貓王艾維斯·普里斯萊（Elvis Presley）[2]。
  - 13張，泰勒絲（Taylor Swift）。
  - 12張，瑪丹娜（Madonna）。
  - 12張，布魯斯·史普林斯汀（Bruce Springsteen）。
  - 11張，大衛·鮑伊（David Bowie）。
  - 11張，U2樂團（U2）。
  - 11張，洛·史都華（Rod Stewart）。
  - 11張，阿姆（Eminem）。

- 蟬連榜首最長時間的紀錄
  - 115週，1958年電影原聲帶《South Pacific》[3]。
  - 70週，1965年電影原聲帶《The Sound of Music》。
  - 48週，1956年電影原聲帶《The King And I》。
  - 33週，1970年《Bridge Over Troubled Water》賽門與葛芬柯（Simon and Garfunkel）[4]。
  - 30週，1963年《Please Please Me》披頭四樂團（The Beatles）。

## 相關網站
- 音樂周刊（页面存档备份，存于） Top 75
- 排行榜+ （页面存档备份，存于） Top 200
- 英國官方 Top 75 專輯 （页面存档备份，存于）
- EveryHit.com - 歷年 Top 40 專輯（页面存档备份，存于）